# (731) Sorga
(731) Sorga ist ein Asteroid des Hauptgürtels, der am 15. April 1912 vom deutschen Astronomen Adam Massinger in Heidelberg entdeckt wurde. 
Der Name ist abgeleitet vom indonesischen Wort Surga für Himmel.